# Márton
Márton ist ein ungarischer männlicher Vorname lateinischen Ursprungs. Die deutschsprachige Form des Namens ist Martin. Weiteres zu Herkunft und Bedeutung des Namens siehe hier.

## Namensträger

### Vorname
- Márton Bukovi (1904–1985), ungarischer Fußballspieler und -trainer
- Márton Csokas (* 1966), neuseeländischer Schauspieler
- Márton Czuczor (* 1989), ungarischer Pokerspieler
- Attila Márton Farkas (* 1965), ungarischer Ägyptologe und Kulturanthropologe
- Márton Fucsovics (* 1992), ungarischer Tennisspieler
- Márton Fülöp (1983–2015), ungarischer Fußballtorhüter
- Márton Gyöngyösi (* 1977), ungarischer Politiker
- Márton Homonnai (1906–1969), ungarischer Wasserballspieler
- Márton Illés (* 1975), ungarischer Konzertpianist, Komponist und Dirigent
- Márton Kalász (1934–2021), ungarischer Schriftsteller, Germanist, Lyriker und Reporter
- Márton Levente (* 1986), ungarischer DJ Sunny Lax
- Márton Lőrincz (1911–1969), ungarischer Ringer
- Márton Pálfy (* 1988), ungarischer Biathlet und Radsportler
- Imre Márton Reményi (* 1950), ungarisch-österreichischer Sänger, später Psychotherapeut
- Márton Szipál (1924–2016), ungarischer Fotograf und Fotoreporter
- Márton Szivós (* 1981), ungarischer Wasserballspieler
- Márton Tuszkay (Martin Tuszkay; 1884–1940), ungarischer Plakatkünstler und Gebrauchsgrafiker
- Márton Vas (* 1980), ungarischer Eishockeyspieler

### Familienname
- siehe unter Marton